# Liga de Diamante de 2020
A Liga de Diamante 2020 foi a décima-primeira edição do evento organizado pela World Athletics. Devido à pandemia de doença por coronavirus as regras e calendário do certame tiveram modificações, pelo que para este ano não se outorgaram pontos nas reuniões classificatorias, nem uma final para determinar aos ganhadores do  Troféu de diamante.

## Desenvolvo
As reuniões programadas celebraram-se entre os meses de agosto e outubro, e com a assistência limitada de público. Não existiu uma final para determinar aos ganhadores das provas.

## Calendário
Calendário provisório de une-a de Diamante 2020:
| Data           | Nome                      | Estádio                       | Cidade    | País    |
| -------------- | ------------------------- | ----------------------------- | --------- | ------- |
| 14 de agosto   | Herculis                  | Estádio Louis II              | Mônaco    | Mónaco  |
| 23 de agosto   | Bauhaus-Galan             | Estádio Olímpico de Estocolmo | Estocolmo | Suécia  |
| 4 de setembro  | Memorial Van Damme        | Estádio Rei Balduino          | Bruxelas  | Bélgica |
| 17 de setembro | Golden Gala Pietro Mennea | Estádio Olímpico de Roma      | Roma      | Itália  |
| 25 de setembro | Doha Grand Prix           | Estádio Hamad Bin Suhaim      | Doha      | Catar   |

Reuniões de exibição:
| Data          | Nome              | Estádio                     | Cidade  | País    |
| ------------- | ----------------- | --------------------------- | ------- | ------- |
| 11 de junho   | Impossible Games  | Estádio Bislett             | Oslo    | Noruega |
| 9 de julho    | Inspiration Games |                             |         |         |
| 2 de setembro |                   | Stade Olympique da Pontaise | Lausana | Suíça   |

### Modificações
As três reuniões planificadas para iniciar une-a de Diamante —uma em Doha e duas em Chinesa— foram programadas para datas posteriores devido aos efeitos da pandemia de doença por coronavirus nos respectivos países. Posteriormente anunciou-se que todas as reuniões a celebrar no mês de maio também seriam programadas para uma data posterior. Num terceiro comunicado também foram tomadas as mesmas medidas para as reuniões de junho. No dia 12 de maio deram-se a conhecer as seguintes resoluções: um calendário provisório no que o certamen desenvolver-se-ia entre agosto e outubro; a cancelamento das reuniões de Rabat, Londres e Zurique; e a organização da reunião de Oslo como exibição.À reunião de Oslo (Impossible Games) uniram-se as de Zurique (Inspiration Games) e Lausana como eventos de exibição, e cancelaram-se as de Paris e Eugene; e finalmente as de Gateshead, Shanghai e outra na China que não se tinha decidido a sua sede.

### Inspiration Games
A reunião Weltklasse Zürich, denominada Weltklasse Zürich Inspiration Games, foi uma das três reuniões de exibição em une-a de Diamante 2020, mas teve a particularidade que em sete das oito provas que se levaram a cabo, os atletas, três ao todo para todas as provas, se localizaram em três palcos diferentes. Para o caso, na prova dos 150 m correram Allyson Felix, Mujinga Kambundji e Shaunae Miller-Uibo, quem estavam situadas em Walnut (Califórnia, Estados Unidos), Zurique (Suíça) e  Bradenton (Flórida, Estados Unidos), respectivamente.

## Resultados completos
| Liga de Diamante de 2020 - Resultados completos | Liga de Diamante de 2020 - Resultados completos | Liga de Diamante de 2020 - Resultados completos | Liga de Diamante de 2020 - Resultados completos | Liga de Diamante de 2020 - Resultados completos | Liga de Diamante de 2020 - Resultados completos | Mónaco | Estocolmo | Bruselas | Roma | Doha |
| ----------------------------------------------- | ----------------------------------------------- | ----------------------------------------------- | ----------------------------------------------- | ----------------------------------------------- | ----------------------------------------------- | ------ | --------- | -------- | ---- | ---- |